# Arena Lublin
Arena Lublin är en fotbollarena i Lublin, Polen. Den är hemmaarena för bland annat Motor Lublin och rymmer 15 500 åskådare. En del av kostnaden för det kommunala arenaprojektet övertogs av det regionala utvecklingsprogrammet Regionalny program operacyjny (RPO) och EU. Den spanska arkitektbyrån Estudio Lamela Arquitectos har designat arenan.
Arenan var värd för matcher under U21-EM 2017.